# 沖縄県宮古事務所
沖縄県宮古事務所（おきなわけんみやこじむしょ）は、沖縄県宮古島市に設置されている沖縄県の行政機関。宮古島や多良間島などの宮古諸島における事務を担当。事務所長は県企画部に属し、部長級として扱われる。
かつては地方自治法第155条の支庁である宮古支庁（みやこしちょう）として設置されていたが、県の行政改革の一環として2009年3月をもって支庁が廃止され、地方自治法第156条の行政機関として宮古事務所を設置する。これに伴い、県税･土木などの支庁が管轄していた各機関は本庁の直轄となっている。

## 所管区域
- 宮古島市
- 宮古郡
  - 多良間村